# Ерыши
Ерыши — деревня в Духовщинском районе Смоленской области России. Входит в состав Булгаковского сельского поселения. Население — 259 жителей (2007 год). 
Расположена в северной части области в 10 км к северо-западу от Духовщины, в 7 км западнее автодороги Р136 Смоленск — Нелидово. В деревне до 2001 года действовала железнодорожная станция на ветке Земцы — Валутино.

## История
В годы Великой Отечественной войны деревня была оккупирована гитлеровскими войсками в июле 1941 года, освобождена в сентябре 1943 года.